# Ante Trumbić
Ante Trumbić (Spalato, 17 maggio 1864 – Zagabria, 17 novembre 1938) è stato un politico croato che ebbe un ruolo importante nel processo che portò alla creazione del Regno dei Serbi, Croati e Sloveni, in seguito divenuto Regno di Jugoslavia.
Nato nella città dalmata di Spalato, nell'Impero austro-ungarico, studiò giurisprudenza a Zagabria, Vienna e Graz, laureandosi nel 1890. Nel 1905 fu eletto sindaco della sua città natale. Già favorevole all'unione delle province di Dalmazia e Croazia-Slavonia ai tempi dell'Impero, durante la prima guerra mondiale riunì un comitato che aveva intenzione di convincere il governo della Serbia ad annettersi il territorio sloveno e croato, creando un nuovo Stato che riunisse tutti i popoli di origini slave. La proposta del comitato di Trumbić fu accolta e portò alla stipulazione un accordo, firmato a Corfù il 20 luglio 1917, che ebbe il benestare dell'erede al trono di Serbia Alessandro.
Nel 1918 divenne ministro degli esteri del primo governo del Regno dei Serbi, Croati e Sloveni; l'anno successivo rappresentò il suo paese alla Conferenza di pace di Parigi e, il 12 novembre 1920, firmò a Rapallo un trattato che prevedeva, tra le altre cose, la creazione dello Stato libero di Fiume. Infine si dimise dall'incarico di ministro degli esteri per entrare a far parte dell'Assemblea Costituente jugoslava.
Nel 1929, in seguito alla proclamazione del Regno di Jugoslavia da parte di Alessandro I e come segno di protesta alle radicali riforme che il sovrano attuò abrogando la costituzione, scelse di lasciare la politica per ritirarsi a Zagabria, dove trascorse i suoi ultimi anni di vita.